# Avilala
Avilala es una ciudad censal situada en el distrito de Chittoor en el estado de Andhra Pradesh (India). Su población es de 24839 habitantes (2011). Se encuentra a 62 km de Chittoor y a 119 km de Chennai. 

## Demografía
Según el censo de 2011 la población de Avilala era de 24839 habitantes, de los cuales 12516 eran hombres y 12323 eran mujeres. Avilala tiene una tasa media de alfabetización del 76,13%, superior a la media estatal del 67,02%: la alfabetización masculina es del 82,65%, y la alfabetización femenina del 69,56%.